# Mahanje
Mahanje ist ein Verwaltungsbezirk (Ward) des Distrikts Madaba in der tansanischen Region Ruvuma.

## Geografie
Mahanje liegt im Südwesten von Tansania nordwestlich der Regionshauptstadt Songea. Der Bezirk grenzt im Norden an Matetereka, im Nordosten an Wino, im Osten an Lituta, im Süden an Kilagano, im Südwesten an Litumbandyosi des Distrikts Mbinga und im Westen an Ibumi, Mundindi und Mavanga, die alle zum Distrikt Ludewa gehören. Bei der Volkszählung 2022 lebten 6002 Menschen in 1651 Haushalten auf einer Fläche von 777 Quadratkilometern.

## Gliederung
Der Bezirk besteht aus zwei Gemeinden (Mtaa) mit 13 Orten (Kitongoji):
| Madaba - Madibila - Ifugwa - Benako - Kanisani - Kandete - Sokoni - Muwawa - Mahingira | Mahanje - Amani - Nguruma - Kipera - Matweve - Ikulu |

## Infrastruktur
- Bildung: Die Mahanje Secondary School ist eine staatliche Schule für Tages- und Internatsschüler mit einer Ausbildung bis zur 4. Stufe.[6]
- Gesundheit: In der Gemeinde Mahanje befindet sich eine private Apotheke.[7]